# Кегярата
Кегярата або Кільцева залізнична лінія (фін. Kehärata, швед. Ringbanan; колишній Marjarata) — залізничний маршрут у Вантаа, Великий Гельсінкі, Фінляндія. Сполучає аеропорт Гельсінкі-Вантаа та сусідній діловий і торговий район Авіаполіс з мережею приміських залізниць Гельсінкі. Між станціями Вантаанкоскі та Тіккуріла, залізницю збудовано в тунелі під аеропортом.
Лінію відкрито 1 липня 2015 року.

## Історія
Перший камінь лінії було закладено 3 березня 2009,  а будівництво розпочато 13 травня 2009 року з будівництва службових тунелів. Проходка підземної 300-метрової станції під аеропортом було завершено у березні 2010.
Маршрут Кегярата відкрито 1 липня 2015 року. Станція в аеропорту Гельсінкі була відкрита пізніше, вхід Тіетотіе відкрито 10 липня, а пряме сполучення зі станцією Гельсінкі-Головний відкрито у грудні 2015.

## Маршрут
Гельсінкі-Центральний — Пасіла — Ільмала — Гуопалахті — Похьоїс-Гаага — Каннельмякі — Мальмінкартано — Мююрмякі — Лоухела — Мартинлааксо — Вантаанкоскі — Вегкала — Ківістьо — Авіаполіс — Аéропорт Гельсінкі-Вантаа — Лейнеля — Гієккагар'ю — Тіккуріла — Пуїстола — Тапаніла — Малмі — Пукінм'які — Оулункюля — Кяпюля — Пасіла — Гельсінкі-Центральний.

## Вартість
Прогнозована вартість будівництва становить 655 мільйонів євро станом на вересень 2012 року або 605 мільйонів євро у березні 2010 року. Орієнтовна вартість проекту в грудні 2014 року становила 738,5 мільйона євро. Поточна орієнтовна вартість проекту становить 773,8 млн євро.